# ハプロタイプ
ハプロタイプ（haplotype）とは、"haploid genotype"（半数体の遺伝子型）の略。単倍型とも訳される。

## 概要
ハプロタイプは、生物がもっている単一の染色体上の遺伝的な構成（具体的にはDNA配列）のことである。二倍体生物の場合、ハプロタイプは各遺伝子座位にある対立遺伝子のいずれか一方の組合せをいう。
またゲノム全体に対して（複数の染色体にまたがって）いうこともあるが、この場合には特にいずれかの片親に由来する遺伝子の組合せを指す。通常、母系のミトコンドリアと、父系のY染色体が対象となる。
さらに現在は限定的な意味として、同一染色体上で統計学的に見て関連のある、つまり遺伝的に連鎖している多型（一塩基多型[SNP]など）の組合せをいうことが多い。このような組合せがわかれば、ある範囲内について、少数の対立遺伝子を同定することで他の多型座位も決めることができる。このような情報は疾病の遺伝的な要因を
調べるのに特に有用であり、現在これらを収集し解析する国際的なプロジェクト、International HapMap Projectが進められた。

## 補足
遺伝子型とハプロタイプは別の概念であり、個体の遺伝子型からその個体のハプロタイプを一意的に決めることはできない。
例として2つの遺伝子座位を考え、それぞれに2種の対立遺伝子（第1がAまたはa、第2がBまたはb）があるとしよう。ある個体の遺伝子型がAaBbであることがわかったら、同じ染色体にどのペアがあるかによってハプロタイプのセットには2つの可能性がある:
|                     | 染色体1の ハプロタイプ | 染色体2の ハプロタイプ |
| ------------------- | ---------------------- | ---------------------- |
| ハプロタイプセット1 | AB                     | ab                     |
| ハプロタイプセット2 | Ab                     | aB                     |

この場合、どの特定のハプロタイプのセットが個体に現れているか（つまりどの対立遺伝子が同じ染色体上にあるか）を決定するにはさらなる情報が必要となる。
多数の個体に対して遺伝子型がわかれば、これらに共通のハプロタイプがあると考えてハプロタイプを推定できる。可能な一組のハプロタイプがわかれば、次になるべく少数のハプロタイプで説明できる方法を選択する。この方法には様々なものがあり、例えば最大節約法や、尤度関数とそれを計算するアルゴリズム（期待値最大化アルゴリズムExpectation-maximization algorithm(EM)やマルコフ連鎖モンテカルロ法Markov Chain Monte Carlo(MCMC)）を用いる方法がある。

## ハプロタイプの応用
現在最も期待されているのは、既述のように疾病の遺伝的要因の解析への応用である。
ハプロタイプは親から子へ引き継がれるものであるから家系調査にも応用できる。特に男性のY染色体のハプロタイプは父系の調査に用いられる。Y染色体のハプロタイプは他のハプロタイプと違ってペアをなさないから、他の染色体との乗換えが起こらずに父から息子へと伝えられる。同じ姓をもつ様々な子孫を調べた場合、その姓に対する標準的なY染色体ハプロタイプが見られることもある。これはその姓を名乗った最も古い共通祖先のハプロタイプである可能性が高い。
逆にミトコンドリアDNAのハプロタイプは母系を推定するのに用いられている。
ハプロタイプは人類などの集団の比較にも用いられる。ハプロタイプには多様性があり、近い集団では似ているが遠い集団では大きく異なる。ハプロタイプを大きくまとめたものをハプログループといい、これは遺伝的集団を示す指標として用いられ、また地理的なまとまりを見せる場合が多いので、人類の移住の歴史を推定するのにも用いられる。

## ハプログループ
よく似たハプロタイプの集団を、ハプログループという。これは単倍群とも訳される。ハプロタイプは一つでは意味がなく、たくさんのハプロタイプを統計的に処理した場合のみ、意味を持つ。そのとき、似たハプロタイプからなるハプログループが研究対象となる。いくつかのハプログループの系統関係を調べることで、生物（特に人間）の系統を知ることができる。ミトコンドリア・イブやY染色体ハプログループを参照。